# Danielle Casanova
Danielle Casanova, właśc. Vincentella Casanova z d. Perini (ur. 9 stycznia 1909 w Ajaccio, zm. 9 maja 1943 w KL Auschwitz) – francuska działaczka komunistyczna, uczestniczka francuskiego ruchu oporu. Założycielka Unii młodych dziewcząt francuskich (Union des jeunes filles de France), przewodnicząca organizacji młodzieżowej przy PCF.

## Młodość i działalność polityczna
Urodzona w rodzinie nauczycielskiej, uczyła się w Ajaccio, a następnie w Luc. Podjęła studia stomatologiczne w Paryżu, chciała bowiem wykonywać wolny zawód, a nie pracować na państwowej posadzie. W czasie nauki działała w lewicowych organizacjach uczącej się młodzieży, gdzie stopniowo doszła do najwyższych stanowisk. Od 1928 działała w Młodzieży Komunistycznej. Poznała w tym okresie swojego przyszłego męża Laurenta Casanovę, również aktywistę lewicowego.
Po ślubie Perini zmieniła imię na Danielle i z nową tożsamością została sekretarką komórki komunistycznej na paryskim wydziale medycznym, a następnie, od 1932, była członkiem komitetu centralnego młodzieżówki na mocy uchwały jej VII kongresu. Od lutego 1934 zasiadała w ścisłym kierownictwie ruchu, gdzie była jedyną kobietą. W 1936, w związku z nadspodziewanie szybkim rozwojem organizacji, VIII jej kongres powierzył Casanovie tworzenie sprzymierzonej z komunistami organizacji kobiecej, o profilu feministycznym, pacyfistycznym i antyfaszystowskim. Od grudnia 1936 Casanova była jej oficjalną przewodniczącą i organizatorką pierwszej większej akcji grupy – zbiórki mleka dla dzieci z ogarniętej wojną domową Hiszpanii.

## Ruch oporu
Po delegalizacji PCF Casanova kontynuowała działalność w jej podziemnych komórkach. Współredagowała tajną prasę komunistyczną, w tym periodyki „Głos Kobiet” i „Wolna Myśl”, jak i współorganizowała antyniemieckie manifestacje, w tym wielkie protesty z 8 i 11 listopada 1940, po aresztowaniu Paula Langevina. Została aresztowana 15 lutego 1942, wyśledzona przez policję po spotkaniu z Georges'em Politzerem i jego żoną. Po jedenastomiesięcznym pobycie w więzieniach La Santé w Paryżu i w forcie Romainville została wywieziona do niemieckiego obozu koncentracyjnego Auschwitz, gdzie pracowała w obozowym szpitalu. Zmarła 9 maja 1943 na tyfus.